# Gruppo del Monviso
Il Gruppo del Monviso (detto anche Catena Aiguillette-Monviso-Granero) è un gruppo montuoso, appartenente alle Alpi del Monviso, che comprende le cime attorno al Monviso, posto in Italia e, in misura minore, in Francia, raccogliendo la parte delle Alpi Cozie tra Colle della Croce a nord e Colle dell'Agnello a sud.

## Definizione

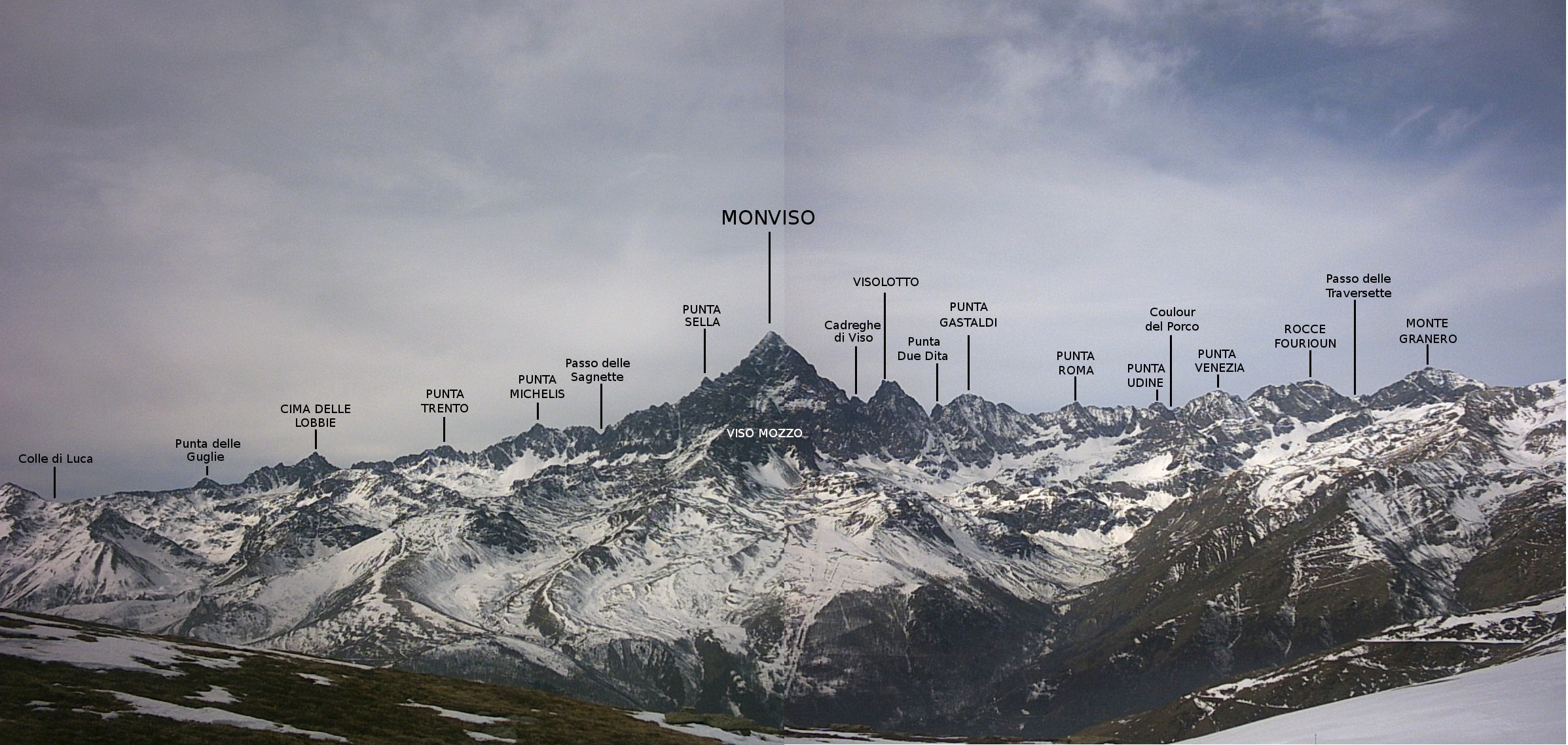
Panoramica del gruppo del Monviso da Est, con indicazione dei principali punti notevoli della cresta.

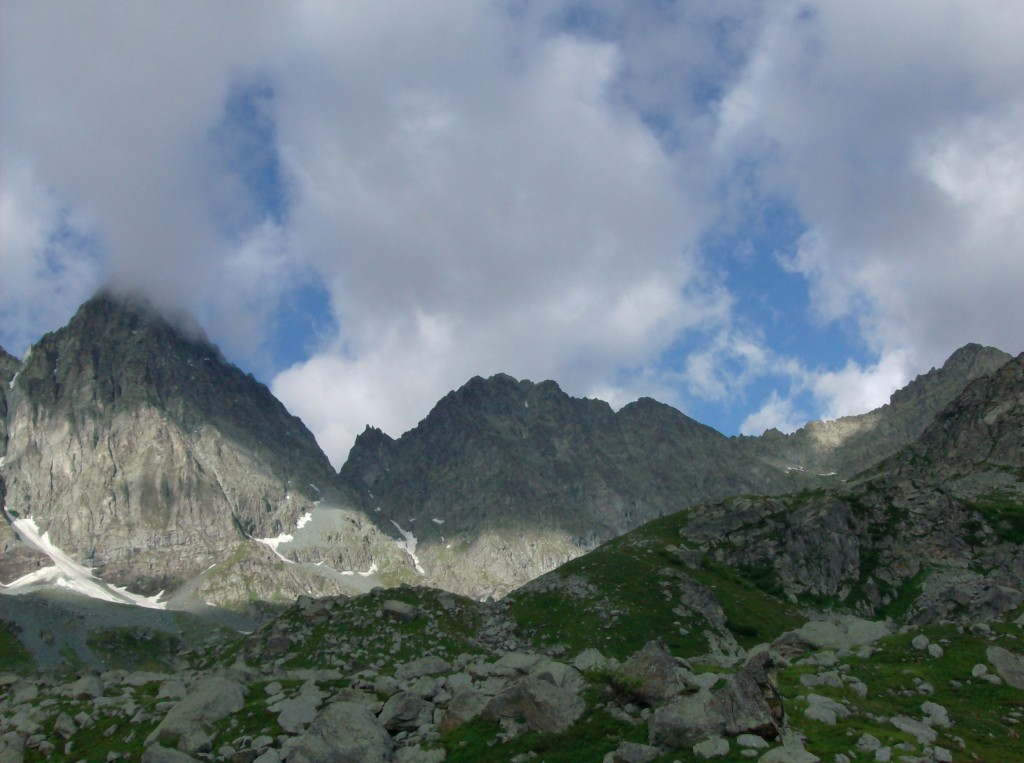
Punta Gastaldi

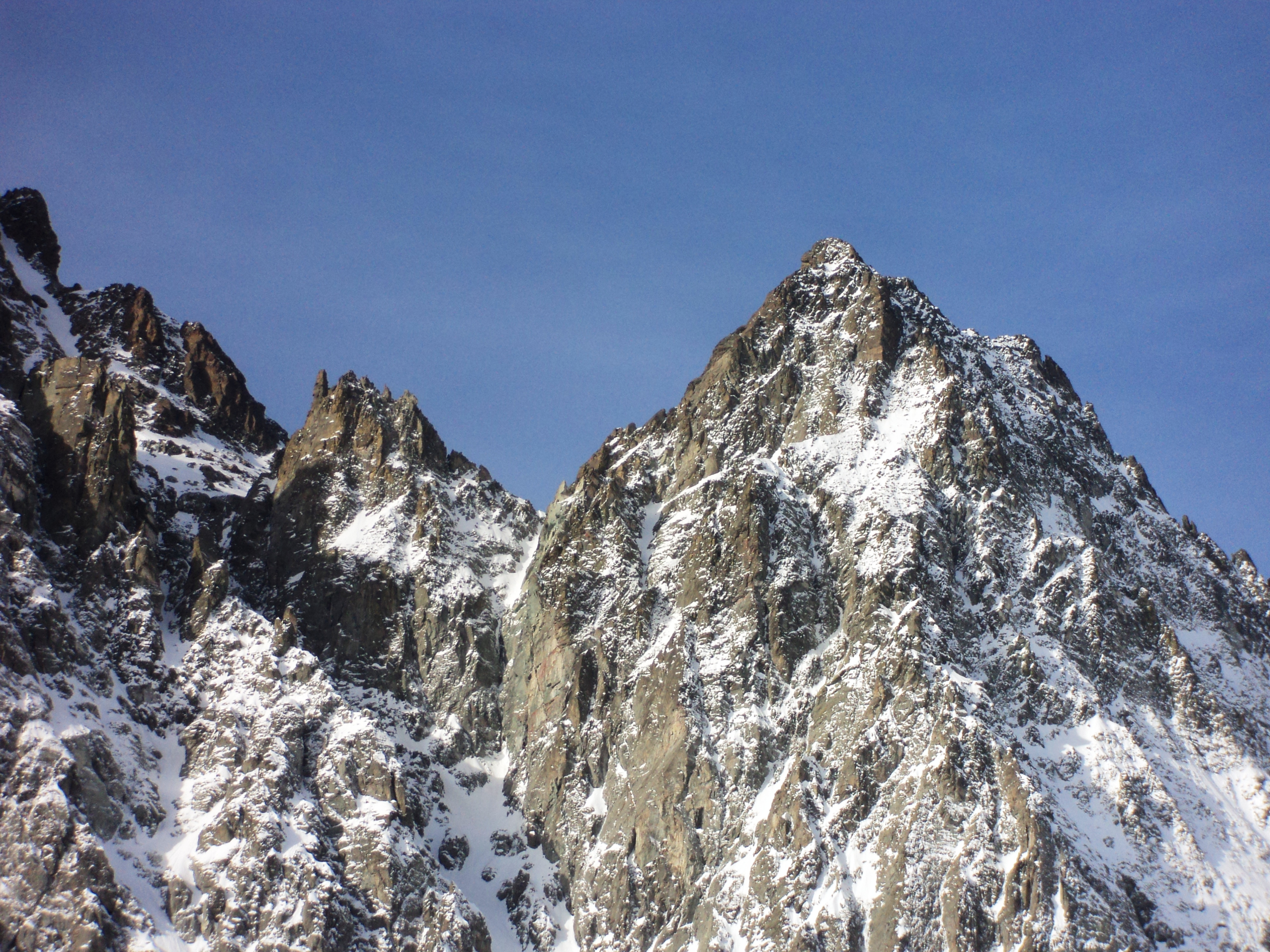
Cadreghe di Viso

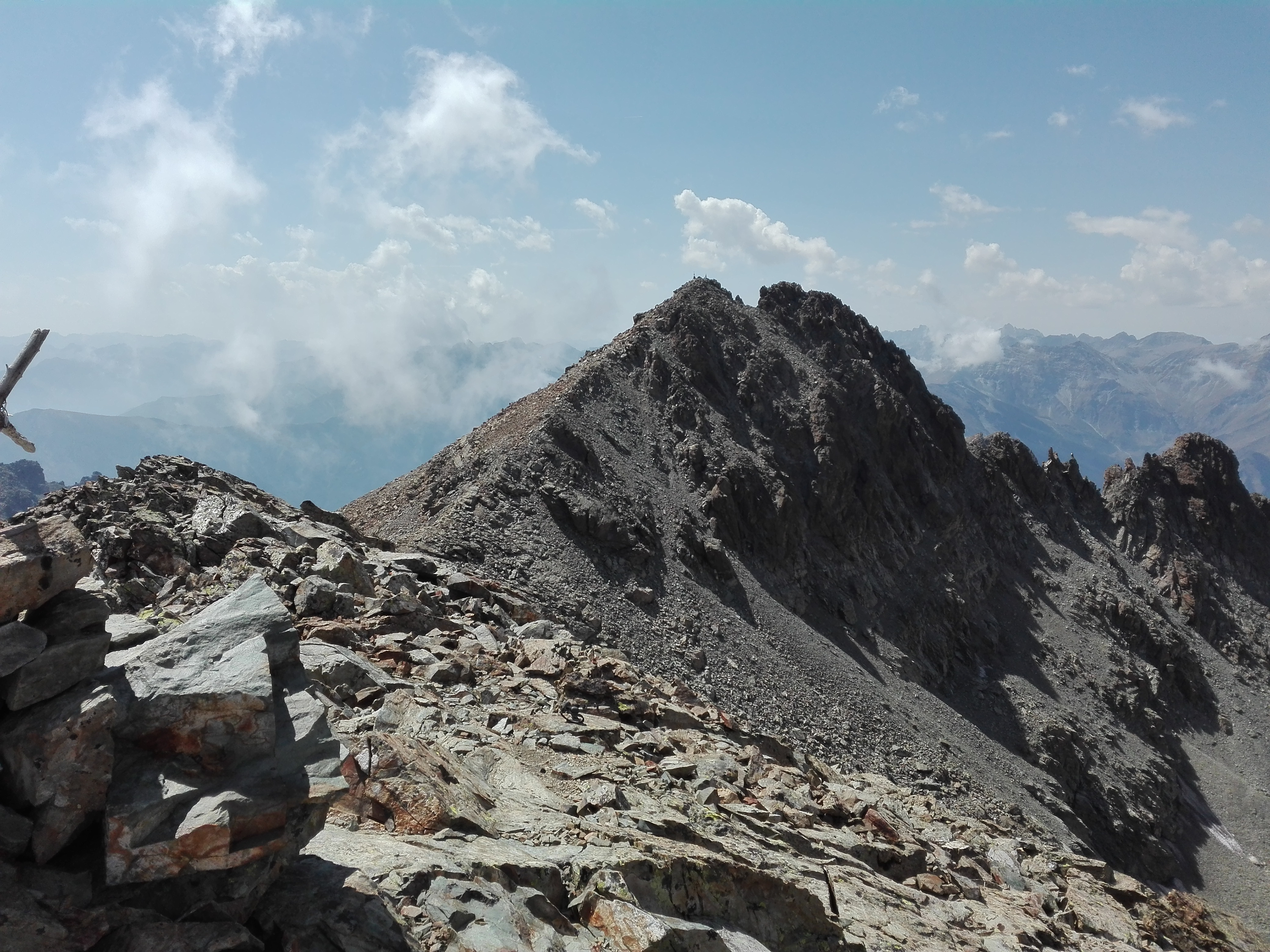
Punta Dante

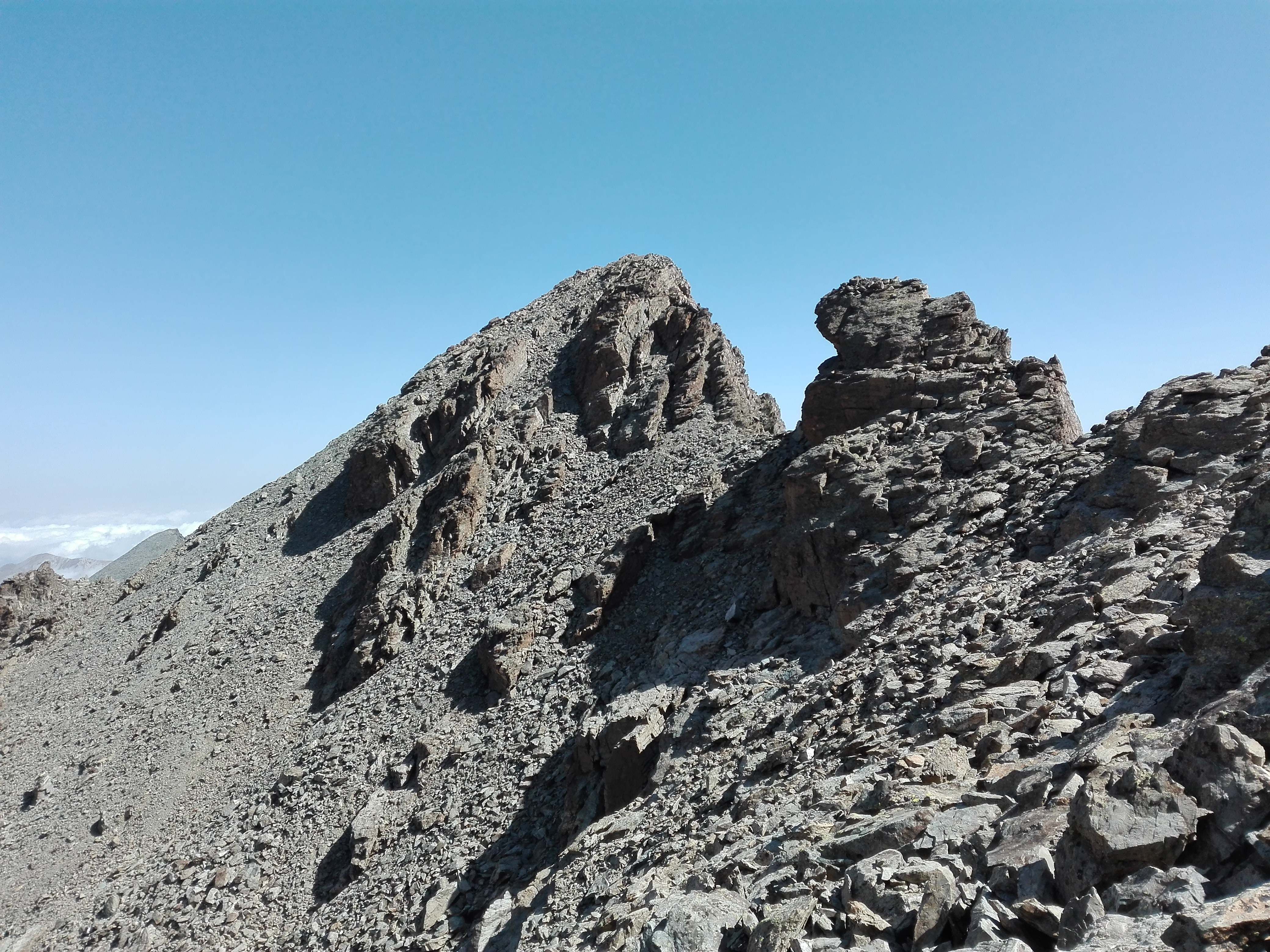
Punta Michelis

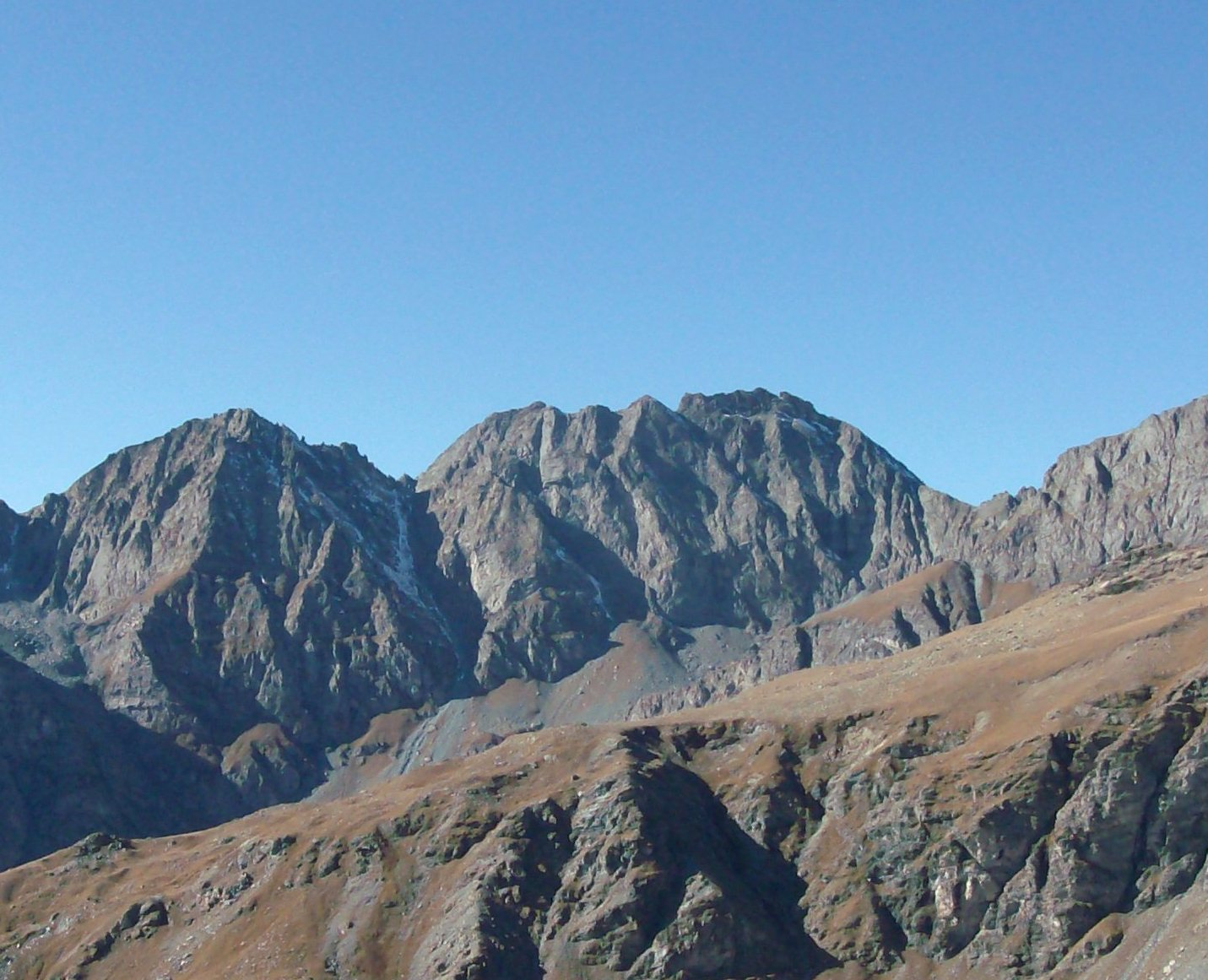
Rocce Fourioun

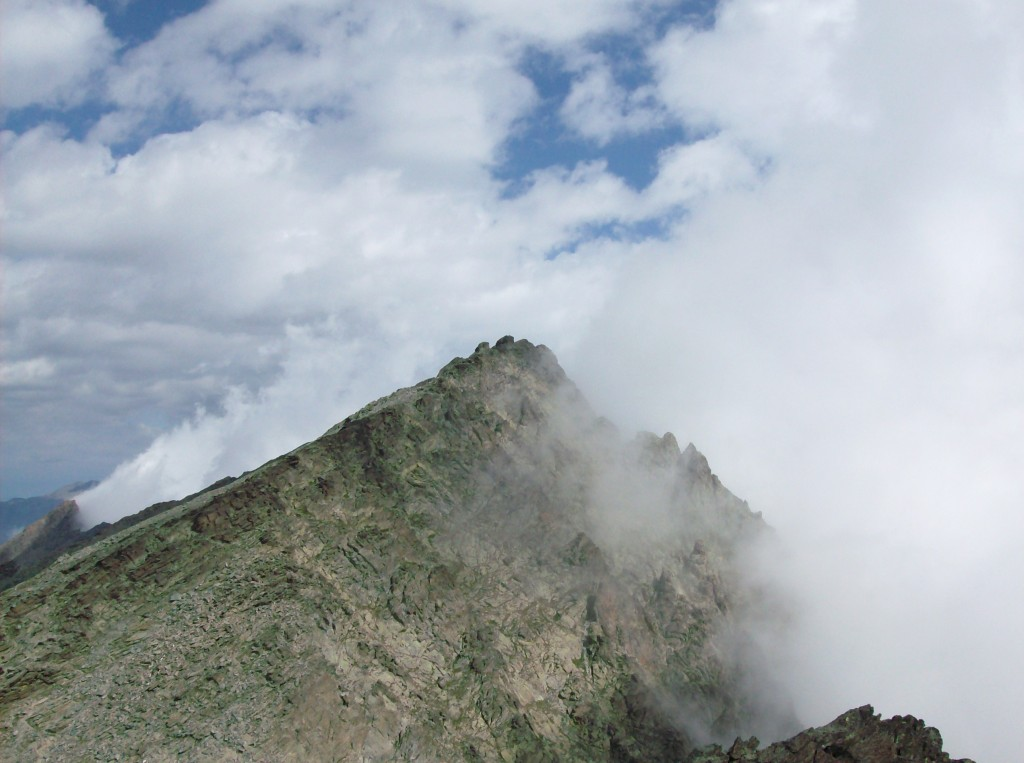
Punta Venezia

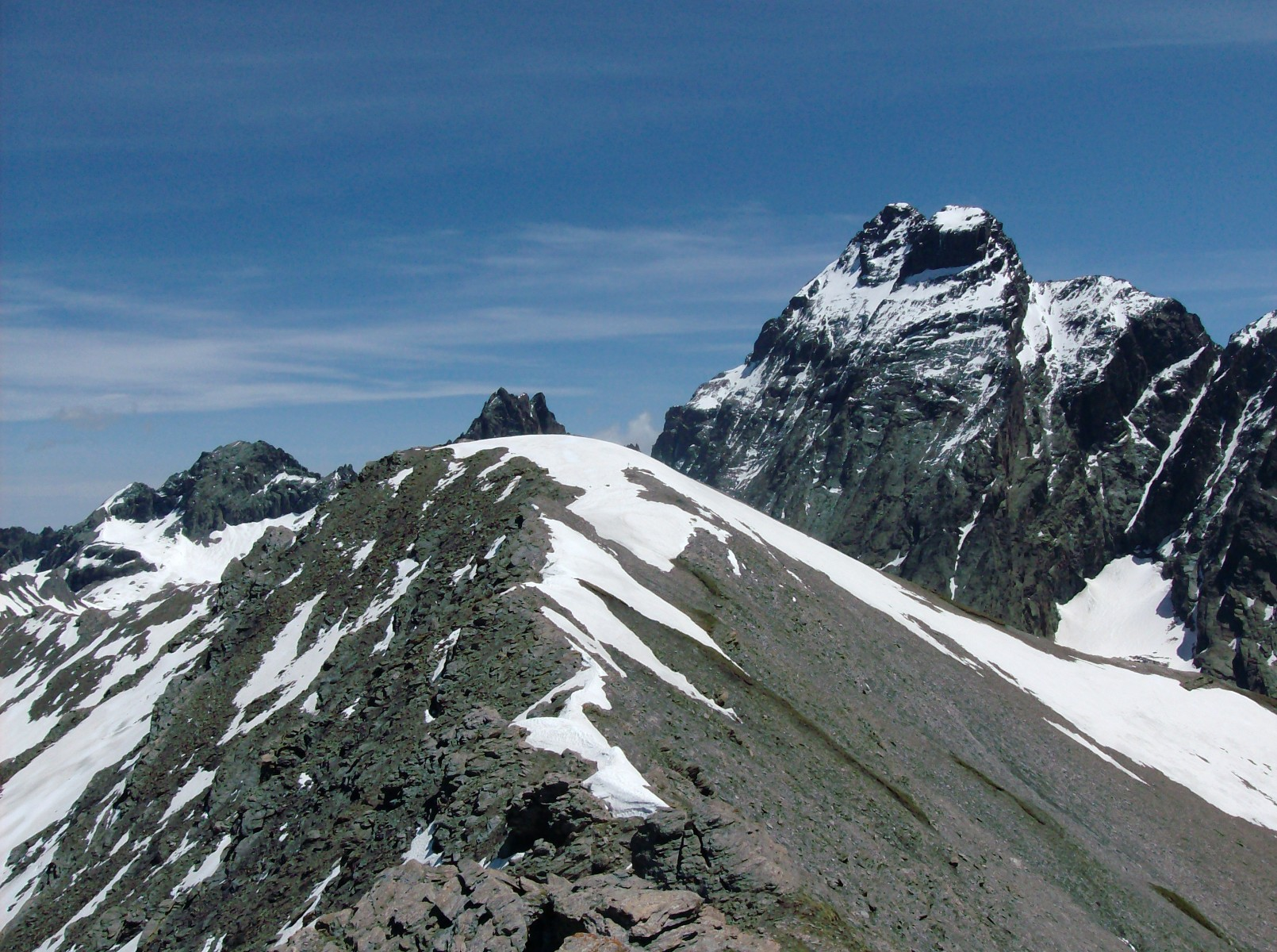
Punta Tre Chiosis

La SOIUSA parla di Gruppo del Monviso in senso ampio e di Gruppo del Monviso propriamente detto. Qui viene seguita ora l'una ora l'altra delle due definizioni.

## Delimitazioni
Se si parla del Gruppo del Monviso (in senso ampio) ruotando in senso orario i limiti geografici sono: Colle della Croce, Val Pellice, Pianura padana, Valle Varaita, Colle dell'Agnello, Vallon de l'Aigue Agnelle, torrente Guil, Colle della Croce.
Se si considera l'accezione più restrittiva i limiti geografici risultano: Valle Po, Pianura padana, Valle Varaita, Colle dell'Agnello, Passo di Vallanta, Colle delle Traversette, Valle Po.

## Classificazione
La SOIUSA definisce il Gruppo del Monviso come un supergruppo alpino e vi attribuisce la seguente classificazione:
- Grande parte = Alpi Occidentali
- Grande settore = Alpi Sud-occidentali
- Sezione = Alpi Cozie
- Sottosezione = Alpi del Monviso
- Supergruppo = Gruppo del Monviso (in senso ampio)
- Gruppo = Gruppo del Monviso (propriamente detto)
- Codice = I/A-4.I-C (oppure I/A-4.I-C.8)

## Suddivisione
Il Gruppo del Monviso (in senso ampio) viene suddiviso in tre gruppi e sei sottogruppi:
- Gruppo dell'Aiguillette (7)
  - Sottogruppo Pan di Zucchero-Grand Queyras (7.a)
  - Sottogruppo Pic d'Asti-Monte Aiguillette (7.b)
- Gruppo del Monviso (propriamente detto) (8)
  - Nodo del Monte Viso (8.a)
  - Costiera Lobbie-Rasciassa-Garitta Nuova (8.b)
- Gruppo Granero-Frioland (9)
  - Sottogruppo del Monte Granero (9.a)
  - Costiera Sea Bianca-Frioland (9.b)

Il Gruppo dell'Aiguillette occupa la parte occidentale del Gruppo del Monviso; il Gruppo del Monviso (propriamente detto) ne occupa la parte sud principalmente tra la Valle Po e la Valle Varaita e, infine, il Gruppo Granero-Frioland ne occupa la parte nord-orientale principalmente tra la Val Pellice e la Valle Po.

## Montagne
Le montagne principali appartenenti al Gruppo del Monviso propriamente detto sono:
- Monviso - 3.841 m
- Viso di Vallanta - 3.781 m
- Punta Caprera - 3.380 m
- Visolotto - 3.348 m
- Punta Gastaldi - 3.214 m
- Cadreghe di Viso - 3.190 m
- Punta Dante - 3.166 m
- Punta Michelis - 3.154 m
- Rocce Fourioun - 3.153 m
- Punta Venezia - 3.095 m
- Punta Tre Chiosis - 3.080 m
- Punta Roma - 3.070 m
- Punta Udine - 3.020 m
- Viso Mozzo - 3.019 m
- Cima delle Lobbie - 3.015 m
- Punta Malta - 2.995 m
- Punta Trento - 2.970 m
- Rocce Alte - 2.837 m
- Punta Rasciassa - 2.664 m
- Testa di Garitta Nuova - 2.385 m
- Monte Riba del Gias - 2.381 m
- Testa di Cervetto - 2.347 m
- Monte Ricordone - 1.764 m
- Bric la Plata (o Bric la Piata) - 1.731 m
- Rocca del Col - 1.634
- Monte Scolagarda - 1.554 m

A queste se si intende il Gruppo del Monviso in senso ampio si aggiungono:
- Monte Aiguillette - 3.287 m
- Pic d'Asti - 3.219 m
- Pan di Zucchero - 3.208 m
- Cresta della Taillante - 3.197 m
- Rocca Rossa - 3.190 m
- Monte Granero - 3.170 m
- Grand Queyras - 3.114 m
- Monte Meidassa - 3.105 m
- Pic de Foréant - 3.081 m
- Monte Losetta - 3.054 m
- Pic Ségure - 2.990 m
- Monte Manzol - 2.933 m
- Pic du Fond de Peynin - 2.912 m
- Sommet de la Querlaye - 2.868 m
- Punta Agugliassa - 2.791 m
- Monte Friolànd - 2.738 m
- Punta Sea Bianca - 2.721 m
- Pic de Maloqueste - 2.678 m
- Pic Arnaudet - 2.599 m
- Punta Ostanetta - 2.385 m
- Monte Bracco - 1.306 m

## Rifugi

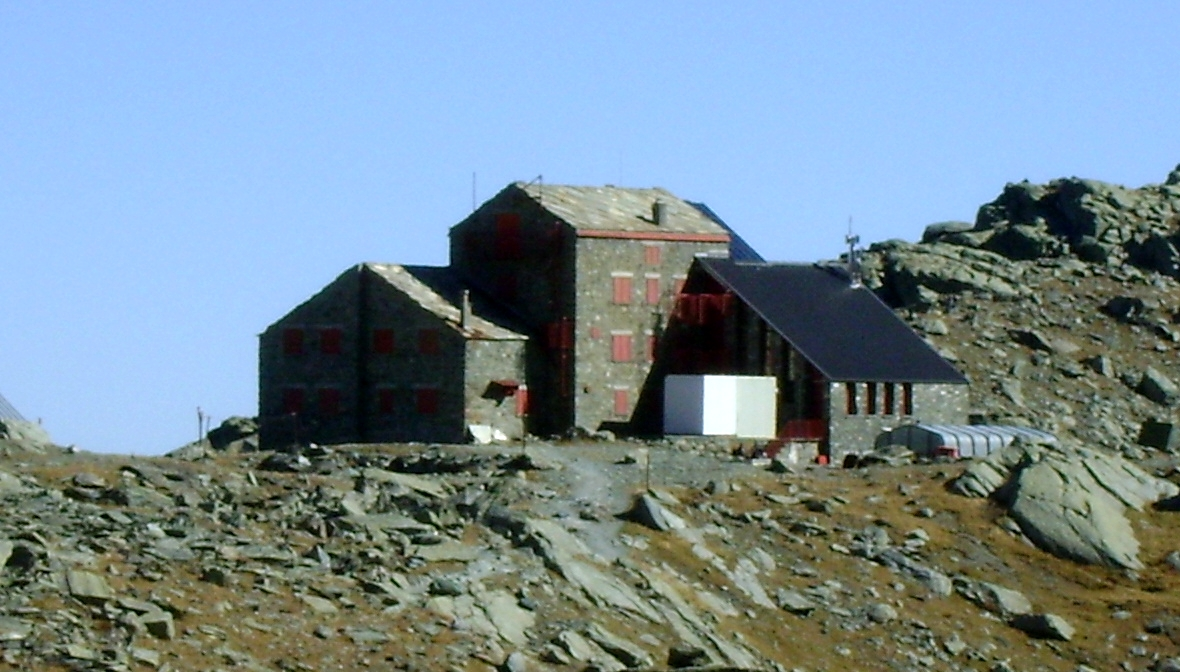
Il Rifugio Quintino Sella.

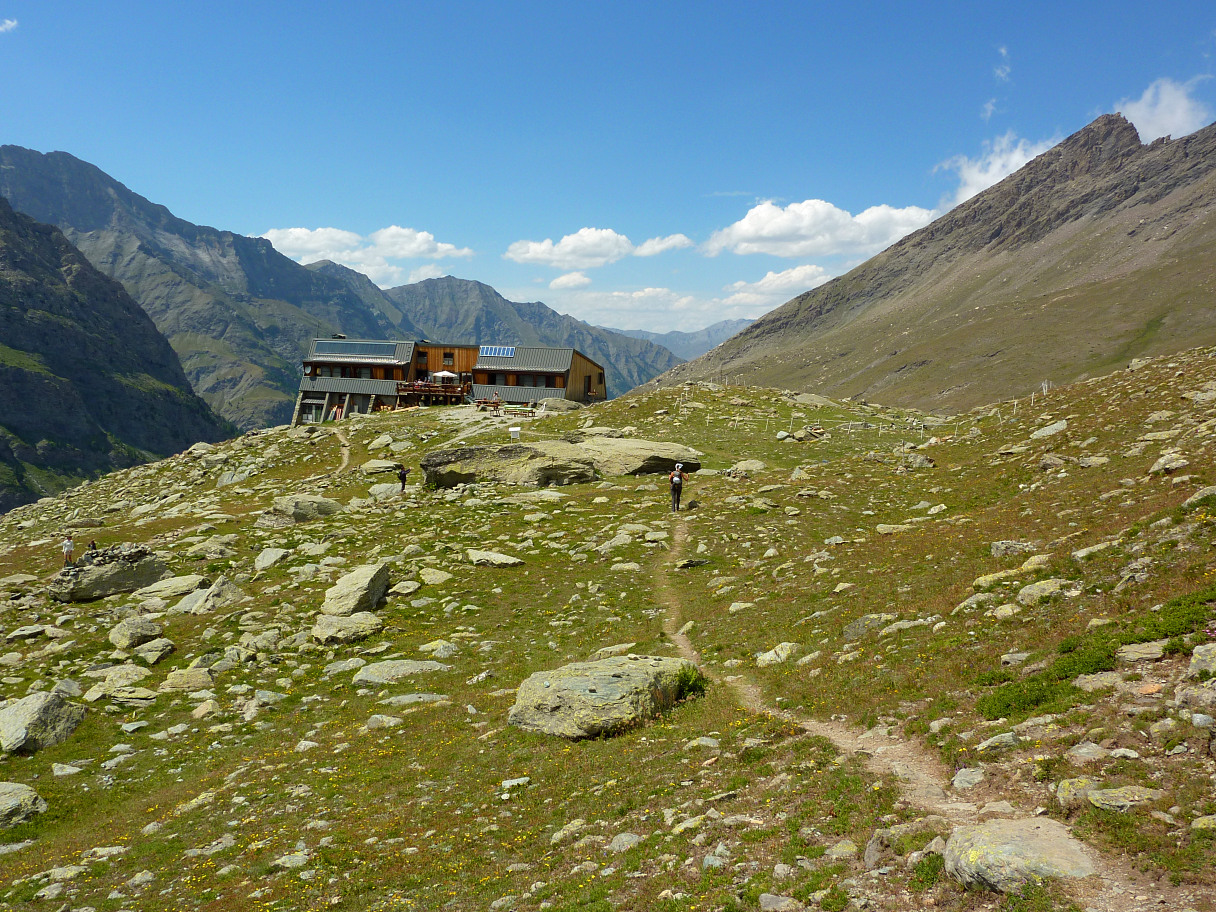
Rifugio Viso

Per facilitare l'escursionismo e la salita alle vette il Gruppo del Monviso è dotato di diversi rifugi e bivacchi:
- Rifugio Vitale Giacoletti - 2.741 m
- Rifugio Quintino Sella al Monviso - 2.640 m
- Rifugio Col Agnel - 2.580 m
- Rifugio Viso - 2.460 m
- Rifugio Vallanta - 2.450 m
- Rifugio Battaglione Alpini Monte Granero - 2.377 m
- Rifugio Alpetto - 2.268 m
- Rifugio Barbara Lowrie - 1.753 m
- Rifugio Willy Jervis - 1.732 m
- Bivacco Andreotti - 3.225 m
- Bivacco Boarelli - 2.820 m
- Bivacco Berardo - 2.710 m
- Bivacco Carlo Villata - 2.680 m